# Рудольштадт
Рудольштадт (нім. Rudolstadt) — місто в Німеччині, розташоване в землі Тюрингія. Входить до складу району Заальфельд-Рудольштадт.
Площа — 55,38 км2. Населення становить 24 749 ос. (станом на 31 грудня 2021).